# بادي جونز
بادي جونز (بالإنجليزية: Sarah Paddy Jones)‏ هي راقصة باليه ‏ بريطانية، ولدت في 1 يوليو 1934 في ستوربريدج في المملكة المتحدة.